# 杨永强 (主教)
杨永强（1970年4月11日—），汉族，圣名若瑟，山东博兴人，现任天主教杭州教区主教。

## 人物履历
杨永强主教，1970年生于博兴县董杨村世代教友家庭。1987-1989年在山东省天主教圣神修院修道，1989-1995年到上海佘山修院读神哲学。
1995年6月15日晋铎，1996年11月任姜楼堂区主任司铎，勤勤恳恳为教友服务8年，2003-2004年到中国天主教神哲学院进修，2005年5月被派往山东省圣神修院工作。
2010年11月15日，山东省周村教区在主教府为杨永强神父隆重举行了祝圣助理主教典礼。
2013年2月8日 山东省周村教区马学圣主教逝世后，自动接任周村教区正权主教。
2016年12月中国天主教第九次全国代表会议当选中国天主教主教团副主席、圣职委员会主任。山东省天主教两会副主任，淄博市爱国会主任。山东省政协常委。
2022年8月中国天主教第十次全国代表会议当选中国天主教主教团副主席。
现任山东省天主教教务委员会主任，爱国会副主任。山东省人大常委。
2024年6月12日，教宗方济各任命杨永强主教为杭州教区的主教，将其从周村的任所调离。
2024年6月27日，就职杭州教区主教。
2024年11月11日，杨永强主教从梵蒂冈回国，陪同访华的意大利总统马塔雷拉造访位于天主教传教士公墓的耶稣会士殷铎泽墓地。